# Brazilska kuhinja
Brazilska kuhinja je niz kuharskih praks in tradicij Brazilije, za katero so značilni evropski, indijanski, afriški in azijski (levantinski, japonski in nazadnje kitajski) vplivi. Zelo se razlikuje glede na regijo, kar odraža mešanico domorodnega in priseljenskega prebivalstva v državi ter njeno celinsko velikost. Tako je nastala nacionalna kuhinja, ki jo zaznamuje ohranjanje regionalnih razlik.
Sestavine, ki so jih najprej uporabili domorodci v Braziliji, so Indijski orešček, kasava, guarana, açaí (Euterpe oleracea), cumaru (Dipteryx odorata) in tucupi (rumena omaka, pridobljena iz korenine divje manioke). Od tam so številni valovi priseljencev prinesli nekaj svojih tipičnih jedi in nadomestili manjkajoče sestavine z lokalnimi ustreznicami. Tako so bili evropski priseljenci (predvsem iz Portugalske, Italije, Španije, Nemčije, Nizozemske, Poljske in Ukrajine) navajeni na prehrano, ki je temeljila na pšenici, v brazilsko kuhinjo pa so uvedli vino, listnato zelenjavo in mlečne izdelke. Ko krompirja ni bilo na voljo, so odkrili, kako kot nadomestek uporabiti domačo sladko manioko.ref>Burns, E. Bradford (1993). A History of Brazil. New York: Columbia University Press. str. 38. ISBN 0231079559.</ref> Zasužnjeni Afričani so imeli tudi vlogo pri razvoju brazilske kuhinje, zlasti v obalnih državah. Tuji vpliv se je razširil na poznejše selitvene valove; Japonski priseljenci so prinesli večino živil, ki jih Brazilci danes povezujejo z azijsko kuhinjo, in v 20. stoletju uvedli velike ptice.
Najbolj vidne regionalne kuhinje pripadajo zveznim državam Minas Gerais in Bahia. Kuhinja Minas Geraisa ima evropski vpliv na dobrote in mlečne izdelke, kot so feijão tropeiro, pão de queijo in sir Minas, ter bahijska kuhinja zaradi prisotnosti afriških dobrot, kot so acarajé, abará in vatapá.
Med lokalnimi sestavinami so korenasta zelenjava, kot je manioka (lokalno znana kot mandioka, aipim ali macaxeira, med drugimi imeni), jam in sadje, kot so açaí, cupuaçu, mango, papaja, guava, pomaranča, pasijonka, ananas in prašičja sliva uporabljajo pri kuhanju.
Nekatere tipične jedi so feijoada, ki velja za nacionalno jed države in regionalna živila, kot so beiju, feijão tropeiro, vatapá, moqueca capixaba, polenta (iz italijanske kuhinje) in acarajé (iz afriške kuhinje). Obstaja tudi caruru, ki je sestavljen iz okre, čebule, posušenih kozic in praženih oreščkov (arašidov ali indijskih oreščkov), kuhanih s palmovim oljem, dokler ne dosežejo konsistence, podobne namazu; moqueca baiana, sestavljena iz počasi kuhane ribe v palmovem olju in kokosovem mleku, paradižnika, paprike, čebule, česna in prelite s koriandrom.
Nacionalna pijača je kava, medtem ko je cachaça domača žgana pijača Brazilije. Cachaça je destilirana iz fermentiranega mošta sladkornega trsa in je glavna sestavina nacionalnega koktajla caipirinha.
Sirne žemljice (pão-de-queijo) in salgadinhos, kot so pastéis, coxinhas, risólis in kibbeh (iz arabske kuhinje), so običajne jedi, medtem ko je cuscuz de tapioca (mleta tapioka) priljubljena sladica.

## Kuhinja po brazilski regiji

### Regionalne kuhinje
Ne obstaja točno ena nacionalna brazilska kuhinja, obstaja pa izbor različnih regionalnih tradicij in tipičnih jedi. Ta raznolikost je povezana s poreklom ljudi, ki naseljujejo vsako območje.
Na kuhinjo Bahie na primer močno vpliva mešanica afriške, avtohtone in portugalske kuhinje. Čili (vključno s čili omakami) in palmovo olje sta zelo pogosta. V severnih državah pa so zaradi obilice gozdov in sladkovodnih rek ribe, sadje in manioka (vključno z moko iz manioke) osnovna živila. Na globokem jugu, kot v Rio Grande do Sul, se vpliv preusmeri bolj k tradiciji gaučo, ki si jo delita s sosedama Argentino in Urugvajem, s številnimi mesnimi izdelki zaradi gospodarstva te regije, ki temelji na živinoreji; churrasco, neke vrste žar, je lokalna tradicija.

### Kuhinja jugovzhodne Brazilije
V Riu de Janeiru, São Paulu, Espírito Santo in Minas Geraisu je feijoada priljubljena, zlasti kot sredino ali sobotno kosilo. Prav tako se pogosto uživa picadinho (dobesedno narezano meso) ter riž in fižol. V Riu de Janeiru je poleg feijoade priljubljen krožnik kakršna koli različica govejega fileja na žaru, riža in fižola, farofa, ocvrtega česna in ocvrtega krompirja (batatas portuguesas), običajno imenovanega filé à Osvaldo Aranha. Na obalnih območjih so morski sadeži zelo priljubljeni, prav tako pečen piščanec (galeto). Močna portugalska dediščina je mesto obdarila tudi z okusom po bolinhos de bacalhau (ocvrti polenovki), eni najpogostejših tamkajšnjih uličnih jedi.
V São Paulu je značilna jed virado à paulista, narejena iz riža, virado de feijão (podobno tutuju), praženega ohrovta, ocvrtih trpotcev ali banan in svinjskih kotletov. São Paulo je tudi domovina pastela, hrane, sestavljene iz tankih ovojnic peciva, ovitih okoli različnih nadevov, nato globoko ocvrtih v rastlinskem olju. Splošno prepričanje je, da so nastali, ko so kitajski in japonski priseljenci prilagodili recept za ocvrte spomladanske zvitke za prodajo kot prigrizke na tedenskih uličnih tržnicah. São Paulo je znan tudi po parmegiani.
V Minas Geraisu regionalne jedi vključujejo koruzo, svinjino, fižol, piščanca (vključno z zelo tipično jedjo frango com quiabo ali piščancem z bamijo), tutu de feijão (pire fižol, pomešan z moko iz manioke) in lokalne mehko zorjene tradicionalne sire.
V Espírito Santo je v lokalnih jedeh, tako slanih kot sladkih, močan italijanski in nemški vpliv. Vendar pa je državna jed ameriškega izvora, imenovana moqueca capixaba, ki je enolončnica s paradižnikom in ribami, ki se tradicionalno pripravlja v paneli de Goiabeiras (lonček iz gline iz okrožja Goiabeiras v Vitórii). Ameriška in italijanska kuhinja sta dva glavna stebra kuhinje Capixaba. Morske jedi so na splošno zelo priljubljene v Espírito Santo, vendar je za razliko od drugih indijanskih jedi uporaba oljčnega olja skoraj obvezna. Bobó de camarão, torta capixaba in polenta so prav tako zelo priljubljeni.

### Kuhinja severne Brazilije
Na kuhinjo te regije, ki vključuje zvezne države Acre, Amazonas, Amapá, Pará, Rondônia, Roraima in Tocantins, močno vpliva avtohtona kuhinja. V državi Pará obstaja več tipičnih jedi, vključno z:
Pato no tucupi (raca v tucupiju) – ena najbolj znanih jedi iz Parája. Povezana je s Círio de Nazaré, lokalnim rimskokatoliškim praznovanjem. Jed je pripravljena s tucupijem (rumena juha, pridobljena iz manioke, po procesu fermentacije juhe, ki je ostala po odstranitvi škroba, iz surove mlete korenine manioke, stisnjene s krpo, z nekaj vode; če dodamo manivo, maniokin zmlet zunanji del, ki je zaradi cianske kisline strupen in ga je treba kuhati več dni). Po kuhanju raco narežejo na kose in nekaj časa kuhajo v tucupi omaki. Jambu skuhajo v vodi s soljo, odcedijo in zložijo na raco. Postrežejo z belim rižem in maniokino moko ter koruznimi tortiljami.

### Kuhinja osrednje-zahodne Brazilije
V državi Goiás se pequi uporablja v številnih značilnih živilih, zlasti v arroz com pequi (riž, kuhan s pequijem), in v prigrizkih, večinoma kot nadev za pastele; v tej državi je zelo pogosta prisotnost kostanja in palme. Zelo priljubljena je tudi mešanica piščanca in riža, znana kot galinhada. Na kuhinjo v zvezni državi Mato Grosso in Mato Grosso do Sul je vplivala sosednja država, pa tudi območje Pantanal in njegove različne reke ter obsežna mokrišča, ki prečkajo ti dve državi z velikim številom rib.

### Kuhinja severovzhodne Brazilije
Severovzhodna brazilska kuhinja je pod močnim vplivom afriške kuhinje od obalnih območij Pernambuca do Bahie, pa tudi prehranjevalnih navad avtohtonega prebivalstva, ki je živelo v regiji.
Vatapa je brazilska jed iz kruha, kozic, kokosovega mleka, fino mletih arašidov in palmovega olja, zmečkanih v kremasto pasto.
Bobó de camarão je jed iz manioke in kozic (camarão).
Acarajé je jed iz olupljenega črnookega graha, oblikovanega v kroglo in nato globoko ocvrtega v dendê (palmovem olju). Pogosto se prodaja kot ulična hrana, postrežejo pa ga razdeljenega na pol in nato polnjenega z vatapá in caruru. Acarajé je običajno na voljo tudi zunaj zvezne države Bahia.
V drugih območjih, bolj zahodno oziroma stran od obale, pa krožniki še najbolj spominjajo na avtohtono kuhinjo, saj so tam že pred prihodom Portugalcev gojili veliko zelenjave. Primeri vključujejo baião de dois, narejen iz riža in fižola, suhega mesa, masla, queijo coalho in drugih sestavin. Jaggery je prav tako močno identificiran s severovzhodom, saj je carne-de-sol, paçoca de pilão in bolo de rolo.
V nekaterih zveznih državah za zajtrk običajno postrežejo tudi tapiokine kruhke ali palačinke z nadevom iz kokosa, sira ali kondenziranega mleka, masla in nekaterih vrst mesa. Lahko jih napolnijo tudi s prelivi za sladice.

### Kuhinja južne Brazilije
V južni Braziliji je zaradi dolge tradicije v živinoreji in velikega nemškega priseljevanja rdeče meso osnova lokalne kuhinje.
Poleg številnih testenin, klobas in sladic, običajnih v celinski Evropi, je churrasco izraz za žar (podobno kot argentinski ali urugvajski asado), ki izvira iz južne Brazilije. Vsebuje raznovrstno meso, ki se lahko peče na namensko zgrajeni churrasqueira, žaru za peko na žaru, pogosto s podporami za ražnje ali nabodala. Prenosne churrasqueire so podobne tistim, ki se uporabljajo za pripravo argentinskega in urugvajskega asada, s podporo za žar, vendar številne brazilske churrasqueire nimajo žarov, le nabodala nad žerjavico. Meso se lahko peče tudi na velikih kovinskih ali lesenih nabodalih, naslonjenih na podlago ali zataknjenih v tla in pečenih na žerjavici oglja (lahko se uporabi tudi les, zlasti v zvezni državi Rio Grande do Sul).
Ker so bili gauči nomadi in so živeli od zemlje, niso imeli načina za ohranitev hrane; gavči so se zbrali po zakolu krave ter velike porcije mesa nabodli in spekli takoj nad ognjem na drva (ne ravno tako, kot so gavči proizvajali tudi charque). Počasi kuhano meso, ki se je polivalo z lastnim sokom, je povzročilo mehke, okusne zrezke. Ta slog je navdihnil številne sodobne churrascarije, ki posnemajo slog kuhanja, kjer natakarji na mizo prinesejo velike kose pečenega mesa in izrezujejo porcije po naročilu.
Chimarrão je regionalna pijača, ki je pogosto povezana s podobo gaučo.
Najbolj značilne jedi kuhinje Rio Grande do Sul so med drugim churrasco, chimarrão, arroz carreteiro, ocvrta polenta, galeto, cuca in sagu. V regiji je velika poraba vina, grozdnega soka in soka iz belega grozdja, ker je jug največji proizvajalec grozdja v državi, ter obrtnih sirov in salam. V regiji so zelo pogosti tudi želeji in marmelade iz fig, grozdja in breskev. Eden najbolj znanih je chimia. Za južno regijo je značilna tudi poraba zelenjave, konzervirane v vodi, kisu, sladkorju, soli in začimbah, kot sta pesa in kumare.

## Priljubljeni prigrizki
Salgadinhos so majhni slani prigrizki (dobesedno slani). Podobno kot španske tapase se ti večinoma prodajajo v trgovinah na vogalu in so stalnica družinskih praznovanj delavskega razreda in nižjega srednjega razreda. Obstaja veliko vrst peciva:
- Pão de queijo (dobesedno 'sir kruh'), tipičen brazilski prigrizek, je majhen, mehak zvitek iz maniokove moke, jajc, mleka in sira minas. Lahko se kupi že pripravljenega v trgovini na vogalu ali zamrznjenega in pripravljenega za peko v supermarketu in je brez glutena.
- Coxinha je piščančji kroket v obliki piščančjega stegna.
- Pastéis (ednina pastel) so peciva z najrazličnejšimi nadevi. Podobno španskim ocvrtim empanadam, vendar azijskega izvora (ki sta ga v Brazilijo prinesli kitajska in japonska diaspora). Za ločevanje različnih okusov se uporabljajo različne oblike, dve najpogostejši obliki sta polmesec (sir) in kvadrat (meso). Velikost, okus in oblika se lahko zelo razlikujejo. Polnijo jih lahko z različnimi nadevi, najbolj znane pa so tiste polnjene z mesom, sirom, piščancem, palmovim srcem, brez nadeva (imenovane 'vetrna pastela'), kozice, čokolada z banano in sir z guavino pasto.
- Bolinhos de bacalhau, pecivo iz ocvrte trske, ki ga najdemo predvsem v Riu de Janeiru, pa tudi v drugih regijah države.
- Empadas so prigrizki, ki spominjajo na pite v majhnem obsegu. Lahko jih napolnijo z različnimi predmeti, najbolj priljubljene pa so empade, polnjene s palmovimi srčki, kozicami, piščancem in sirom.
- Quibe (napisano tudi kot Kibe): izjemno priljubljena, ustreza levantinski jedi kibbeh in so jo v brazilsko kulturo prinesli sirski in libanonski priseljenci. Postrežemo ga lahko pečenega, ocvrtega ali surovega.
- Esfiha (napisano tudi kot Esfirra): še ena bližnjevzhodna jed, čeprav je novejši dodatek k brazilski kuhinji, jo je danes zlahka najti povsod, zlasti v severovzhodnih, južnih in jugovzhodnih regijah. So pite/torte z nadevi, kot so govedina, ovčetina, sirna skuta ali začinjena zelenjava.

Druge predjedi, ki jih običajno najdemo na brazilskem ozemlju, so med drugim: kroket, rissole, coxa-creme, cueca virada, bolinho de aipim (pecivo iz manioke).

## Priljubljene jedi
Brazilska kuhinja je po vsem svetu prepoznavna po svoji raznolikosti in kakovosti. Mesto São Paulo je bilo zaradi svojih priznanih restavracij in barov izbrano za 7. glavno gastronomsko destinacijo na svetu za Rimom, Londonom, Parizom, Dubaju, Barceloni in Madridu. Samo mesto São Paulo ima več kot 9000 restavracij in barov.
- Riž in fižol je izjemno priljubljena jed, ki velja za osnovno pri mizi; tradicija, ki si jo Brazilija deli s številnimi karibskimi državami. Brazilski riž in fižol se običajno kuhata bodisi z mastjo bodisi z dandanes pogostejšimi rastlinskimi maščobami in olji, v različici sredozemskega sofrita, lokalno imenovanega refogado, ki običajno vključuje česen v obeh receptih.
- Različico riža in fižola Brazilci običajno jedo testenine (vključno s špageti, lazanjami, njoki, lamen in bifun), solato s testeninami, različne jedi, ki uporabljajo bodisi krompir ali manioko, in polento kot nadomestek za riž, pa tudi solate, cmoke oz. juhe iz zelenega graha, čičerike, črnega graha, boba, maslenega fižola, soje, leče, mojašija (ki je prišel v Brazilijo zaradi kitajske in japonske tradicije uživanja njegovih kalčkov), azukija in drugih stročnic kot nadomestek za navadni fižol, ki so ga v Južni Ameriki gojili že od predkolumbovskih časov. Pogosteje je jesti nadomestke za vsakodnevni riž in fižol ob praznikih, kot sta božič in silvestrovo (tradicija je leča), kot nadaljevanje churrasca (predvsem krompirjeva/korenčkova solata, imenovana maionese, zaradi razširjenosti). uporaba tako industrijske kot doma narejene majoneze, ki lahko vključuje jajčne beljake, surovo čebulo, zeleni grah, sladko koruzo ali celo čajote) in ob drugih posebnih priložnostih.
- Kakor koli že, osnova brazilske dnevne kuhinje je kombinacija škroba (najpogosteje žita), stročnic, beljakovin in zelenjave. Obstaja tudi razlika med zelenjavo iz skupine verduras ali zelenice in skupino stročnic (brez povezave z botaničnim konceptom) ali nezeleno zelenjavo.
- Churrasco je glavna jed južne Brazilije. Sčasoma so druge regije Brazilije sprejele churrasco in ustvarile druge načine izdelave. Restavracija, specializirana za churrasco, je churrascaria.
- Picanha je tipičen brazilski kos mesa, ki ga ljudje v državi najbolj cenijo.
- Farofa, kuhana maniokina moka, ki jo postrežejo kot prilogo/začimbo. Posebej cenjena je njena hrustljavost.
- Bife à cavalo: zrezek, prelit z ocvrtim jajcem, ki ga običajno spremlja ocvrt krompirček in včasih solata.
- Bife à parmegiana: ocvrt zrezek, sestavljen iz narezanega kosa mesa, paniranega s pšenično moko in jajci (beljaki), prelitega s parmezanom in veliko paradižnikove omake ter začimb, kot je origano po okusu. Včasih parmezan nadomesti rezine mocarele. Čeprav je jed izumljena v Braziliji in značilna za brazilsko kulturo, na splošno v sami državi velja za italijanski recept.
- Virado, značilna jed iz zvezne države São Paulo, kjer je znana tudi kot Virado à Paulista, sestavljena iz svinjskega kotleta, ocvrtega trpotca, fižola iz manioke, riža, zelja in ocvrtega jajca.
- Tutu de feijão, značilna jed iz zvezne države Minas Gerais, pripravljena iz kuhanega fižola, dušenega in zgoščenega z manioko ali koruzno moko. Običajno jo prepražijo s koščki popražene slanine, čebulo in česnom ter primešajo maniokino ali koruzno moko, odvisno od vrste fižola.
- Arroz carreteiro je značilna jed iz južnega predela Brazilije, pripravljena iz riža, ki mu je dodana drobno sesekljana in dušena govedina, narezano ali mleto suho meso ali na soncu sušeno meso, včasih paio, slanina in chorizo. v kosih, dušena na veliko maščobe, s česnom, čebulo, paradižnikom in peteršiljem, vedno z veliko začimb.
- Galinhada je tipična jed iz zveznih držav São Paulo, Minas Gerais in Goiás, ki je sestavljena iz kuhanega riža in kuhanih kosov piščanca. Začimba je sestavljena iz žafrana (ki daje rižu značilno rumenkasto barvo), vinagreta (po želji in za prilogo) in fižolovega tutuja. Tipična jed s piščancem Goiás vsebuje guarirobo (vrsto grenke palme) in pequi.
- Barreado[19] je tipična jed zvezne države Parana v Braziliji. To je počasi kuhana mesna enolončnica, pripravljena v glinenem loncu, katerega pokrov je zatesnjen z nekakšno glino iz pšenične ali maniokine moke, od tod tudi ime (kar dobesedno pomeni 'zapečaten'). Tradicionalno je bil Barreado izdelan iz bivoljega mesa, danes pa je običajno narejen iz govedine, slanine, paradižnika, čebule, kumine in drugih začimb, položenih v zaporednih plasteh v veliko glineno žaro, pokritih in nato barreada (zapečatenih) z pasto iz pepela in farinhe (moke iz manioke), nato pa počasi kuhamo v peči na drva 12 do 18 ur. Dandanes se pogosteje uporabljajo lonci na pritisk ter plinske ali električne pečice.[20]
- Izredno priljubljena je tudi pica. Običajno je pripravljen v peči na drva s tanko, prožno skorjo, malo ali zelo malo omake in številnimi zanimivimi prelivi. Čeprav je normalno, da je pica tanka in z malo sestavinami ('tradicionalna' italijanska pica), ima lahko v Braziliji več kot 100 okusov, slano (s sestavinami, kot so linguiça calabresa, feferoni, jajce, paradižnik, perutnina (bodisi mleto piščančje meso ali prekajene puranje prsi), kanadski hrbet, tuna, čebula in še vedno lahko najdete pice z bolj eksotičnimi okusi, kot so hamburger, stroganoff ali suši) ali sladkarije (z okusi, kot so čokolada, banana z cimet, goiabada s sirom, fige, s kepicami sladoleda, M&M itd.). Tradicionalno pico prelijejo z oljčnim oljem, v nekaterih regijah pa ljudje uživajo na pici kečap, gorčico in celo majonezo.
- Cachorro quente je brazilska različica hrenovk. To je še ena jed, ki je bila spremenjena v Braziliji in tako praktično postala popolno kosilo. Tam je najpogostejša različica X-Tudo (v dobesednem prevodu sir-vse) ali *Podrão, kjer je poleg običajnega kruha in klobas s kečapom, gorčico in majonezo napolnjen s serijo dodatnih sestavin, od krompirčka, naribanega parmezana, koruznih zrn, graha in oliv do prepeličjih jajc.
- Misto-quente je sendvič s šunko in sirom na žaru.
- Angu je priljubljena priloga (ali nadomestek za riž, ki nadomešča 'element škroba' in se običajno uporablja v južni in jugovzhodni Braziliji). Podobna je italijanski polenti.
- Arroz com pequi je tradicionalna jed iz brazilskega cerrada in simbol kuhinje srednje-zahodne Brazilije. V bistvu je narejena iz riža, začinjenega s pequijem, znanim tudi kot souari oreh, in pogosto s piščancem.
- Cuscuz branco je sladica, sestavljena iz mlete tapioke, kuhane s kokosovim mlekom in sladkorjem, in je ekvivalent kuskusa riževemu pudingu.
- Açaí, cupuaçu, karambola in veliko drugega tropskega sadja se pošilja iz amazonskega deževnega gozda in se uživa v smutijih ali kot sveže sadje. Tudi drugi vidiki amazonske kuhinje pridobivajo privržence.
- Pinhão je pinjola Araucaria angustifolia, običajnega drevesa v visokogorju južne Brazilije. Orehe skuhamo in uživamo kot prigrizek v zimskih mesecih. Običajno se uživa med festas juninas.
- Rižota je riževa jed italijanskega izvora, kuhana s piščancem, kozicami in morskimi sadeži na splošno ali drugimi beljakovinskimi osnovnimi sestavinami, včasih postrežena z zelenjavo, še ena zelo priljubljena jed v južni Braziliji zaradi množičnih valov italijanskega priseljevanja.
- Sendvič z mortadelo je zelo pogost v São Paulu zaradi italijanskega priseljevanja.

Omembe vredni so tudi:
- Posebna etnična hrana in restavracije, ki jih pogosto najdemo v Braziliji, vključujejo arabsko kuhinjo (libanonsko in sirsko), lokalne različice kitajske kuhinje (čeprav bližje tradicionalni kot ameriški kitajski kuhinji), italijansko kuhinjo in japonsko kuhinjo (suši bari so stalnica v večjih metropol, ljudje iz Ria de Janeira pa so bolj vajeni temakija kot ljudje iz São Paula, kjer živi več kot 70 % japonske diaspore v državi).
- Torta z brazilskimi oreščki je torta v brazilski kuhinji, ki je pogosta in priljubljena v amazonski regiji Brazilije, Bolivije in Peruja.[21]
- Broa, koruzni kruh s koromačem.
- Pirão, kaši podobna jed iz manioke v ribji osnovi.[22]

## Siri
V Braziliji se proizvaja več vrst sira. Značilnosti se med različnimi zveznimi državami razlikujejo, predvsem glede na podnebje, vrsto tal in prehrano goveda, kar povzroča subtilne spremembe v kakovosti mleka. Zvezna država Minas Gerais, ki proizvaja mleko, je znana po večini teh sirov. Nekateri izmed njih sodijo med najboljše sire na svetu. Nekateri izmed najbolj znanih sirov v državi so:
- Minas, znan tudi kot 'beli sir', je lahek sir iz kravjega mleka, pakiran v vodi.
- Catupiry, kremast, predelan sir, izumljen v Minas Geraisu, ki se uporablja predvsem kot preliv ali nadev za pice. Pogosto se prodaja v značilni okrogli leseni škatli.
- Requeijão: rahlo slan sir s svilnato teksturo, ki se lahko maže, pogosto ga jejo na kruhu. Obstaja več sort: Requeijão de Corte je najstarejša sorta, v bistvu obrtna, saj je trdna; Requeijão Cremoso je trenutno najbolj razširjena sorta, saj je pastozen bel mlečni izdelek, narejen iz posnetega mleka in sveže smetane. Po navadi se prodaja v steklenih ali plastičnih kozarcih in namaže na kruh za zajtrk. Requeijão Culinário je bolj dosledna različica kremne skute, zasnovana tako, da prenese visoke temperature.
- Canastra
- Coalho je toplotno odporen sir, kar pomeni, da ga je mogoče kuhati in peči na žaru. Običajno ga jemo na plažah ali na žaru, pečemo ga na ognju na nabodalih in uživamo dimljenega na ognju.

## Pijače
Cachaça je domača brazilska žgana pijača, destilirana iz sladkornega trsa in je glavna sestavina nacionalne pijače Caipirinha. Druge pijače so mate čaj, chimarrão in tereré (obe sestavljeni iz yerba maté), kava, sadni sok, pivo (predvsem sorte Pilsen), rum, guaraná in batide. Guaraná je brezalkoholna pijača s kofeinom, narejena iz semen guarane, batida pa je vrsta sadnega punča.
Druge pijače vključujejo:
- Água de Coco – kokosova voda
- Caldo de cana – sok sladkornega trsa
- Aluá – pripravljen s koruzo, rižem in sladkorjem.[34] Imenujejo ga tudi koruzno vino.[26]
- Cachaça – destilirana žgana pijača iz soka sladkornega trsa. Je najbolj priljubljena alkoholna pijača v Braziliji. Neuradno se imenuje tudi cana, caninha in pinga.[27]
- Caipirinha – koktajl, pripravljen iz cachaçe, limetinega soka in sladkorja
- Caju Amigo – koktajl iz cachaçe in soka indijskih oreščkov
- Cajuína
- Suco de caju [pt] – sok iz indijskih jabolk. Drugi znani sokovi, ki so značilni za državo, so tisti iz maracujá, goiabe, acerole in graviole
- Licor de jabuticaba [pt] – liker iz jabuticabe
- Capeta – koktajl, pripravljen iz vodke, guarane v prahu in sladkega posnetega mleka.[28]
- Cauim
- Chá mate gelado – pražen ledeni čaj erva mate (Ilex paraguariensis). Znan v domovih in Riu de Janeiru, ki se prodaja na njegovih plažah
- Chimarrão in Tererê – pijača iz posušenih listov yerba mate
- Guaraná – brezalkoholna pijača iz rastline Guaraná
- Limonada suíça – pripravljena s koščki limete z lupino, kockami ledu, sladkorjem in vodo. Priljubljena je tudi različica s kondenziranim mlekom.[29]
- Quentão
- Rabo-de-galo – koktajl, pripravljen s cachaço in rdečim vermutom
- Tiquira – pijača cachaça, pripravljena z manioko[30]
- Vinho Quente – vroče kuhano vino, priljubljeno pozimi.

- Caipirinha, narodna pijača
- Guaraná
- Suco de caju -Jabolčni sok iz indijskih oreščkov

## Tipične in priljubljene sladice
Brazilija ima tradicijo izdelave džemov in želejev iz svežega tropskega sadja, saj je Brazilija v svetu priznana kot država z odličnimi značilnostmi v proizvodnji hrane, in je ena največjih izvoznic hrane na svetu. Brazilci so okus in pridelavo sladkorja podedovali od Portugalcev, ki so se priselili v Brazilijo. V kuhinjah sladkornih kmetij so žene kmetov učile podložnike, kako pravilno mešati sestavine. To je privedlo do rasti njegove komercializacije na brazilskem trgu, portugalski recepti so se razširili po vsej brazilski koloniji in postali del kolonialnega menija hrane.
Izjemni raznolikosti brazilskega tropskega sadja se je pridružila portugalska tradicija izdelave sladkarij z jajci in sladkorjem, ki je poskrbela za neizmerno ponudbo dobrot. Brazilija ima različne bonbone, kot so brigadeiros (čokoladne kroglice narejene iz kondenziranega mleka, kakava v prahu, masla in čokoladnih posipov, ki pokrivajo zunanjo plast), cocada (kokosova sladica narejena iz jajc in naribanega kokosa), beijinhos (kokosovi tartufi - pripravljeno s kondenziranim mlekom, naribanim posušenim kokosom, povaljano na sladkorju ali naribanem kokosu in pogosto potreseno z nageljnovimi žbicami) in Romeu e Julieta (sir z marmelado iz guave, znan kot goiabada).
Arašidi se uporabljajo za izdelavo paçoca, rapadura in pé-de-moleque. Lokalno običajno sadje, kot so açaí, cupuaçu, mango, papaja, kakav, indijski oreščki, guava, pomaranča, pasijonka, ananas in svinjska sliva, se spremeni v sokove in se uporablja za izdelavo čokolad, sladoleda in sladoleda.
- Bolo de rolo
- Brigadeiro
- Paçoca
- Brazilska cocada
- Quindim
- Pasijonkin mousse